# Patricia Caballero
Patricia Carolina Caballero Peña (Asunción, 28 de abril de 1984) es una deportista paraguaya que compite en voleibol, en la modalidad de playa.

## Carrera
Su carrera deportiva se desarrolló inicialmente en el voleibol bajo techo, y en 2009 estuvo representando a la selección paraguaya en el Campeonato Sudamericano en Porto Alegre. En 2010, ya compitiendo en voleibol de playa, compitió en el Torneo Internacional de Voleibol de Playa realizado en Luque, promovido por la Federación Paraguaya de Voleibol, y formó dupla con Yghirda Sanabria y terminó en segundo lugar, y juntas compitieron en la etapa de Aratoca de la Copa Continental, en esta misma locación compitieron juntas en el Circuito Sudamericano 2010-11, y obtuvieron el tercer lugar, también compitieron en Cabo de Santo Agostinho, en Lima, finalizó noveno en Viña del Mar, y estuvo en la etapa de Asunción junto a Betania Cabello. Con Gabriela Filippo compitió en la II edición de los Juegos Sudamericanos de Playa 2011 en Manta, fueron campeones en el circuito invernal paraguayo en Luque, y en la etapa de Limoeiro en el circuito Sudamericano.
En la temporada 2012, en voleibol de playa, formó dupla con Gabriela Filippo y en la primera edición del Circuito Paraguayo quedaron campeonas en la etapa de San Bernardino, y junto a Cecilia Fernández fueron campeonas en la etapa de Asunción; y en el Circuito Sudamericano en 2012 estuvo con Gabriela Filippo en la etapa de Viña del Mar y volvieron a quedar eliminados en cuartos de final en Lima y también compitieron en Montevideo, y Asunción, y terminó en cuarto lugar, en Santa Fe estuvo con Cecilia Fernández y terminaron en decimotercer lugar.
Con Yghirda Sanabria quedó eliminada del Circuito Sudamericano 2012-13 en cuartos de final en la etapa de Viña del Mar, en la etapa de Asunción estuvo al lado de Michelle Valiente, alcanzando la novena posición, al igual que Estuvieron juntos en la etapa Puerto La Cruz, cuando terminaron en quinta posición, terminaron noveno en la etapa Cochabamba, y estuvieron juntos en la etapa Girardot, y avanzaron a semifinales. y en la disputa por el bronce terminaron en el cuarto lugar; aún esta temporada, debutó en el World Tour en el Grand Slam de Corrientes, y se clasificó por primera vez al Mundial de Vóley Playa de 2013 en Stare Jabłonki, época en la que eran entrenadas por el brasileño Pedro Paulo da Costa (Pepê),  donde terminaron en el trigésimo séptimo lugar.
En 2015 estuvo nuevamente junto a Michelle Valiente, en el Abierto de Río de Janeiro en el Circuito Mundial. Ese mismo año compitió con Erika Mongelós en la segunda fase de la Copa Continental en San Bernardino (Paraguay), y en la fase disputada en Montevideo estuvo con Gabriela Flippo.
En febrero de 2015, Caballero fue suspendida por dos años por el principal organismo mundial del deporte, la Federación Internacional de Voleibol (FIVB), por violar las reglas de dopaje al dar positivo por cocaína. Posteriormente aclaró que verbalmente no podía refutar todas las acusaciones y escribió una carta informando todo, y con la ayuda de un abogado argentino explicó, entre otros puntos, que había consumido dulces de coca, y el documento que recibió fue revisado por el magistrado y encontró que había un error, pues la cantidad encontrada en la muestra era inferior a 50, lo que invalidó la prueba; aun así, fue suspendida por 2 años sin posibilidad de entrenar y competir, su regreso fue junto a Michelle Valiente compitiendo en el Evento de Prueba de los Juegos Olímpicos de Río de Janeiro 2016 en Copacabana;
Ya en el año 2016, ella y Valiente estuvieron juntas en la conquista del segundo campeonato en la etapa de Asunción en el Circuito Paraguayo, y fueron medallistas de bronce en los III edición de los Juegos Bolivarianos de Playa 2016 en Iquique, iniciaron el Circuito Sudamericano y compitió en la etapa de Morón junto a Erika Mongelós, compitieron en la etapa de Asunción, y con Gabriela Flippo obtuvieron el cuarto lugar en la etapa de Ancón, compitieron en el Circuito Mundial en la etapa de Maceió, y con Erika Mongelós estuvieron juntas en el Fortaleza Open y el Grand Slam de Long Beach, y terminaron segundas en Rosario (Argentina) en las Finales de la Copa Continental 2016.
Aún en la ronda 2016, volvió a competir en voleibol sala por el Deportivo San José, incluso al lado de Erika Mongelós y Michelle Valiente, ganando el título del torneo clausura del campeonato nacional. En 2017 formó dupla con Giuliana Poletti y ganaron el título de la tercera etapa del circuito nacional en Asunción, y en este mismo recinto terminaron con el tercer lugar en la última etapa, juntas jugaron en la cancha defendiendo al Club Deportivo Internacional en la final del torneo clausura del mismo año, y en el mismo año retoma la dupla con Gabriela Flippo y gana el Circuito Sudamericano en la etapa de Coquimbo, y etapa de Ancón, y junto a Michelle Vaiente finalizó quinto en la etapa de San Fernando de Apure, y obtuvo la medalla de oro en la XVIII edición de los Juegos Bolivarianos 2017 en Santa Marta.
En la temporada 2018 volvió a trabajar con Michelle Valiente, obtuvo la medalla de oro en los Juegos Suramericanos de 2018 en Cochabamba, quedó subcampeona en la etapa de Rosario (Argentina), seguida por María Johana Ocampos finalizó novena en la etapa de Coquimbo del Circuito Sudamericano, luego volvió a formar equipo con Gabriela Flippo en la etapa de Cañete, y alcanzó el decimotercer lugar en Santa Cruz Cabrália.
Inició el recorrido de 2019 del Circuito Sudamericano junto a Michelle Valiente, obtuvieron el segundo lugar en la etapa de Copa Continental en Asunción, y el cuarto lugar en la etapa Lima del Circuito Sudamericano, en la etapa Brasilia, compitieron en el Campeonato Mundial de Hamburgo 2019 y el Pan de Lima 2019, en los que finalizó en séptima posición, también finalizó quinto en los torneos una estrella del Circuito Mundial de Vaduz y Knokke-Heist.
En 2020 inició las competencias de la temporada junto a Michelle Valiente en el Circuito Sudamericano de Coquimbo, finalizando quintas, y junto a Laura Ovelar obtuvo el título de la etapa de la Copa Continental en Asunción, y finalizó séptimo en las Finales CSVP 2019- 20 en Santiago de Chile, compitiendo en 2021, y también séptimo en la etapa de Santiago del Circuito Sudamericano 2020-21.
En 2022, la Agencia Mundial Antidopaje apeló ante el Tribunal de Arbitraje Deportivo (TAS) una resolución de la Comisión Disciplinaria de la Organización Nacional Antidopaje de Paraguay sobre el control antidopaje de Caballero y solicitó una suspensión de 8 años a la jugadora, que para entonces utilizaba el nombre Caballero de Zubizarreta, además de anular todos los resultados, premios, puntajes y medallas obtenidos hasta el 5 de febrero de 2020.